# Section 508
Il Section 508 è una legge federale statunitense ( nata come emendamento al Workforce Rehabilitation Act del 1973 ), che impone che tutte le tecnologie elettroniche ed informatiche sviluppate, acquistate, mantenute, o utilizzate dal governo federale debbano essere accessibili alle persone con disabilità. 
Secondo tale legge, una tecnologia è ritenuta essere accessibile se essa può essere utilizzata da persone con disabilità con la stessa efficacia con cui sono utilizzate da persone non disabili. 
Per dimostrate che un prodotto o un servizio Web è conforme alla Sezione 508, l'autore deve compilare il Voluntary Product Accessibility Template (VPAT), uno "strumento di informazione", che descrive in dettaglio come il prodotto o servizio sia o non sia conforme agli standard della legge. Il VPAT compilato viene pubblicato sul sito web dell'autore, in modo da consentire ai funzionari di governo e ai consumatori l'accesso a tali informazioni.